# امال (استان بومرداس)
آمال (استان بومرداس) (به عربی: أمال) یک شهرداری در الجزایر است که در استان بومرداس واقع شده‌است. آمال ۸٬۵۶۷ نفر جمعیت دارد.